# Шайвли, Мэтт
Мэттью Джеймс «Мэтт» Шайвли-младший (англ. Matthew James "Matt" Shively, Jr, 15 сентября 1990, Ханфорд, Калифорния, США) — американский актёр, известный по роли Райана Лейзербима в сериале «Тру Джексон» на канале Nickelodeon. Он снялся в телевизионной программе ABC The Real O'Neals, дебют которой состоялся 8 марта 2016 года.

## Биография
Мэттью родился в Ханфорде, Калифорния. Он заинтересовался актёрским мастерством, после просмотра сериала Shia LeBeouf на телевизионной программе Even Stevens. Долгое время он был фанатом канадского телевизионного шоу Degrassi: The Next Generation. Он со своим лучшим другом Стерлингом Найтом создал канал на YouTube под названием Connecting Channels.

## Карьера
Он снимался в фильме Rattle Basket, а также в эпизоде Zoey 101. Он несколько раз пробовался на роль Райана в сериале «Тру Джексон», но ему говорили, что он не прошёл. После чего он перезвонил через 2 недели и ему дали эту роль. После съемок, актёр получил хорошие отзывы. Позже Шайвли присоединился к актёрскому составу Nickelodeon, во втором сезоне сериала «Охотники за монстрами», где он сыграл персонажа Кирби Банкрофта-Кадворса III.
Карьеру в фильмах он начал в 2011 году, когда получил незначительную роль в фильме April Apocalypse. В июне 2012 года Dread Central и несколько других сайтов фильмов ужасов сообщили, что Мэтт получил одну из главных ролей в фильме ужасов «Паранормальное явление 4», который вышел осенью 2012 года.

## Фильмография
| Год  | Русское название                       | Оригинальное название                | Роль                                 |
| ---- | -------------------------------------- | ------------------------------------ | ------------------------------------ |
| 2007 | Могила                                 | The Tomb                             | Нейтан                               |
| 2008 | Тру Джексон                            | True Jackson, VP                     | Райан Лейзербим                      |
| 2009 | Охотники за монстрами                  | The Troops                           | Кирби Банкрофт-Кадворс III (2 сезон) |
| 2010 | Я должен свою жизнь Корбину Блю        | I Owe My Life to Corbin Bleu         | Cool Guy                             |
| 2011 | Клуб Винкс                             | Winx Club                            | Скай (озвучка)                       |
| 2011 | Получил пулю                           | Took a Bullet                        | Билл                                 |
| 2011 | Эпические приключения Бакета и Скинера | Bucket and Skinner’s Epic Adventures | Лейтенант Коллнз (2 эпизода)         |
| 2011 | Последний настоящий мужчина            | Last Man Standing                    | Эллиот                               |
| 2012 | Barrio Tales                           | Barrio Tales                         | Тревор                               |
| 2012 | Нубы                                   | Noobz                                | Оливер                               |
| 2012 | Паранормальное явление 4               | Paranormal Activity 4                | Бен                                  |
| 2013 | Апрельский апокалипсис                 | April Apocalypse                     | Терри                                |
| 2013 | Волчонок                               | Teen Wolf                            | Оливер (3 сезон 20 серия)            |
| 2014 | Исключённый                            | Expelled                             | Дэни                                 |
| 2014 | Бивень                                 | Tusk                                 | Хоуи в молодости                     |
| 2014 | Как создать идеального парня           | How to Build a Better Boy            | Барт                                 |
| 2016 | Настоящие О'Нилы                       | The Real O’Neals                     | Джимми О’Нил                         |